# Gerd Käfer

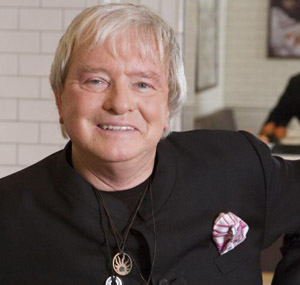
Gerd Käfer (2009)

Gerd Käfer (* 19. Oktober 1932 in München; † 23. Mai 2015 ebenda) war ein deutscher Gastronom, der zudem als Autor an Kochbüchern mitgewirkt hat.

## Leben
Gerd Käfers Eltern, Paul und Elsa Käfer, eröffneten am 16. Mai 1930 ein Kolonialwarengeschäft in der Münchner Amalienstraße zum Verkauf von Weinen, Likören und Flaschenbieren. 1933 zog das Geschäft in die Schumannstraße 1 in Bogenhausen unweit der Ecke Prinzregentenstraße um. Im Geschäft wurde nach 1945 ein Imbissstand (mit Hühnergrill) eingerichtet, gerne besucht von Künstlerinnen und Künstlern aus dem nahegelegenen Prinzregententheater, das seit der Zerstörung des Nationaltheaters Sitz der Bayerischen Staatsoper war. Käfers Eltern konnten die Pausengastronomie der Staatsoper übernehmen.
1959 fing Gerd Käfer an, Veranstaltungen auszurichten, und gründete damit einen neuen Geschäftszweig der Firma Feinkost Käfer. 1961 pachtete Gerd Käfer gemeinsam mit seinem Bruder Helmut Käfer das Feinkostgeschäft von seinen Eltern und eröffnete ein Bistro. 1971 nahm Gerd Käfer auf dem Oktoberfest eine Hühnerbraterei in Betrieb. Anfang der 1990er übernahm sein Sohn Michael Käfer das Unternehmen Feinkost Käfer. Gerd Käfer war Teilhaber der Kurhausgastronomie Wiesbaden.
2015 erlag Käfer im Beisein seiner zweiten Ehefrau Uschi Ackermann und seines Sohnes den Folgen eines Krebsleidens. Seine letzte Ruhestätte befindet sich auf dem Münchner Ostfriedhof im Stadtbezirk Obergiesing.

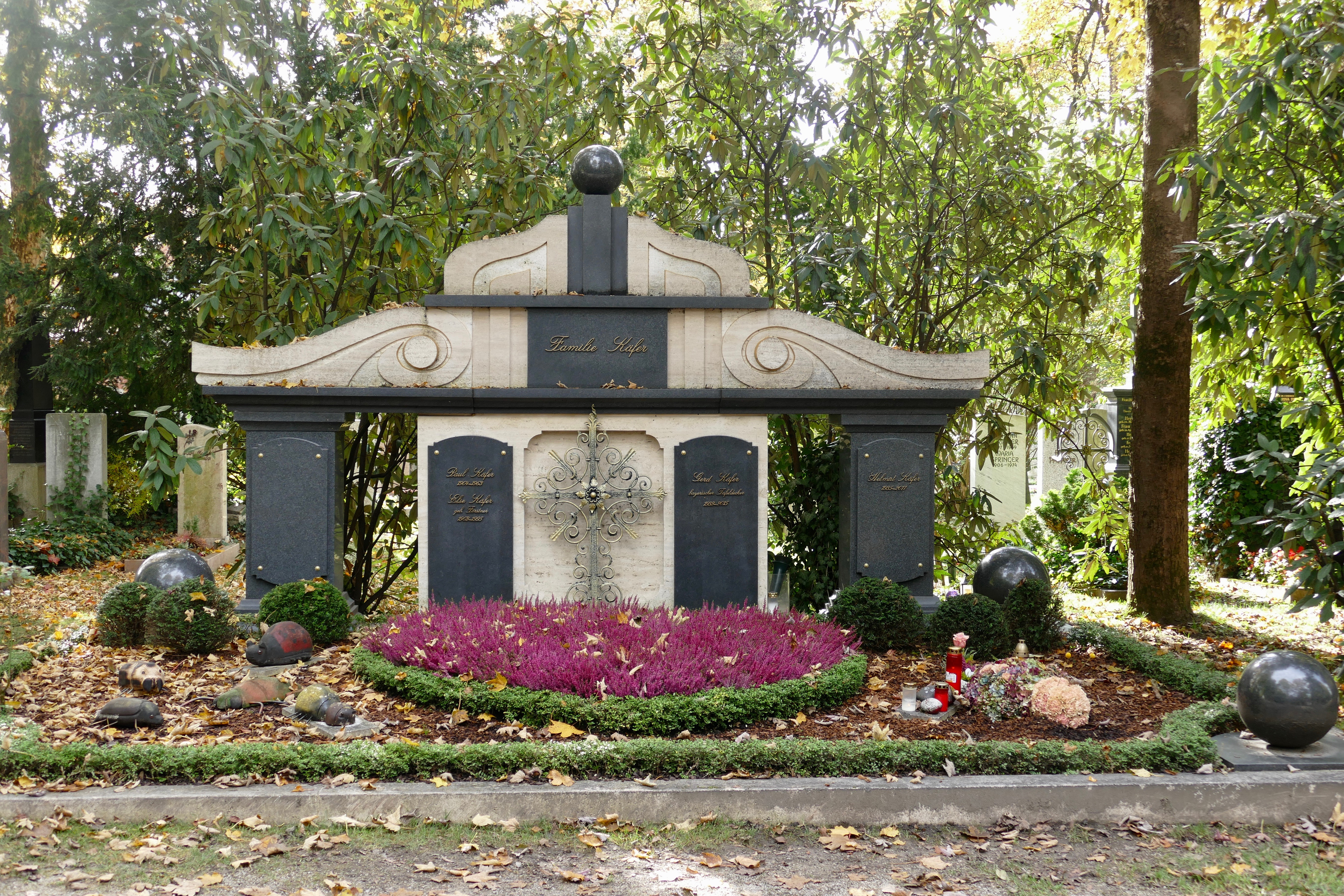
Grab der Familie Käfer

## Auszeichnungen
- Bayerischer Verdienstorden
- Bundesverdienstkreuz am Bande der Bundesrepublik Deutschland
- Aufnahme in die „Hall of Fame“ der Zeitschrift Der Feinschmecker
- Bunte Restaurant Award für das Lebenswerk
- Auszeichnung der Stadt München „München leuchtet – den Freunden Münchens“
- „Manager des Jahres“ (Schlemmer Atlas)[6]
- 2009: Gastronom des Jahres vom Busche Verlag, Redaktion Schlemmer Atlas[7]

## Kochbücher
- Gerd Käfers Wiesn-Schmankerl. Heel Verlag, Königswinter, 2014, ISBN 3-86852-958-6.
- Carpaccio: 77 hauchdünne Köstlichkeiten. Franckh-Kosmos Verlag, 2009, ISBN 3-440-11745-6.
- mit Erich Lejeune: Der Gourmet-Papst. Redline, Heidelberg 2006, ISBN 3-636-01357-2.
- mit Ernst Lechthaler: So gelingt Ihre Sommer-Party. Bechtermünz, Augsburg 2002, ISBN 3-8289-1121-8.
- Käfer’s kleine Kochschule. Zabert Sandmann, München 1998, ISBN 3-932023-03-X.
- mit Ernst Lechthaler, Susi Eising und Alexander Haselhoff: Snacks und Drinks. Zabert Sandmann, München 1996, ISBN 3-924678-89-8.
- Feiern wir ein Fest. Herbig, München 1990, ISBN 3-7766-1615-6.
- Prima Partys, frohe Feste. Hoffmann und Campe, 1977 Hamburg, ISBN 3-455-08945-3.